# Беджиховиці-Дольні
Беджиховиці-Дольні (пол. Biedrzychowice Dolne, нім. Friedersdorf) — село в Польщі, у гміні Жари Жарського повіту Любуського воєводства.
Населення — 313 осіб (2011).
У 1975-1998 роках село належало до Зеленогурського воєводства.

## Демографія
Демографічна структура станом на 31 березня 2011 року:
|          | Загалом | Допрацездатний вік | Працездатний вік | Постпрацездатний вік |
| -------- | ------- | ------------------ | ---------------- | -------------------- |
| Чоловіки | 142     | 30                 | 97               | 15                   |
| Жінки    | 171     | 35                 | 103              | 33                   |
| Разом    | 313     | 65                 | 200              | 48                   |